# Брокдорф
Брокдорф (нем. Brokdorf) — община в Германии, в земле Шлезвиг-Гольштейн. 
Входит в состав района Штайнбург. Подчиняется управлению Вильстермарш.  Население составляет 999 человек (на 31 декабря 2010 года). Занимает площадь 19,79 км².